# Alfons Cucó
Alfons Cucó Giner, né le 19 juillet 1941 à Valence et mort le 26 octobre 2002, est un historien et homme politique du Pays valencien (Espagne), spécialiste du valencianisme politique.

## Biographie
En 1960, il es l'un des dirigeants de Joventuts del Rat Penat, organisation de jeunesse de Lo Rat Penat,.
Il fait ses études à l'université de Valence, où il commence à enseigner en 1967 et obtient un doctorat en philosophie et lettres en 1970,. Il obtient la chaire d'histoire universelle et contemporaine de cette même université en 1998.
Son livre El valencianisme polític (1874-1936) (« Le valencianisme politique », Garbí, 1971), basé sur sa thèse de doctorat réalisée sous la direction d'Emili Giralt, est considéré comme l'ouvrage de référence sur le valencianisme d'avant-guerre civile. Il s'agit d'un ouvrage très descriptif et centré sur les aspects politiques, bien qu'incluant également des mentions des initiatives culturelles,,.  Une deuxième édition complétée et mise à jour est parue chez Afers en 1999.
En 1962, il participe à la fondation du Partit Socialista Valencià, parti clandestin incarnant les nouvelles idées de Joan Fuster,.
Il est cofondateur en 1974 du Partit Socialista del País Valencià (intégré en 1978 dans la fédération Partit Socialista del País Valencià-PSOE),. Son intégration se fait dans un contexte de tensions avec la direction du parti autour de l'accès à l'autonomie valencienne, Cucó et d'autres défendant une posture plus autonomiste.
Dans les années 1980, il occupe un poste de direction de l'ONG Comisión Española de Ayuda al Refugiado (es), (« Commission espagnole d'aide aux réfugiés »).
Il est sénateur de la province de Valence dans les rangs du PSPV-PSOE entre 1976 et 1996.
En 2000, il contribue au lancement de la plateforme civique Valencians pel canvi, qui prétend constituer une alternative de gauche au PSPV-PSOE,.

## Publications
- 1960 : Lluernes tan sols  (poésie)
- 1965 : Aspectes de la política valenciana en el segle XIX
- 1967 : El Congreso Sociológico Valenciano de 1883
- 1969 : Sobre el radicalismo valenciano
- (ca) El valencianisme polític : 1874-1936, Valence, Garbí, 1971, 1re éd., 472 p.
- 1975 :  Republicans i camperols revoltats
- (ca) Sobre la ideologia blasquista : Un assaig d'aproximació, Valence, 3i4, juillet 1979, 111 p. (ISBN 978-84-7502-001-3, BNF 35631909)
- 1989 : País i Estat: la qüestió valenciana
- 1995 : El valor de la nació
- 1997 : Llengua i política, cultura i nació
- 1998 : Els confins d'Europa. Nacionalisme, geopolítica i drets humans de la Mediterrània oriental
- 1999 : Nacionalismo y poder político: el escenario soviético
- (ca) El roig i el blau : la Transició democràtica valenciana, Valence, Tàndem, coll. « Arguments », 2002, 1re éd., 369 p. (ISBN 978-84-8131-279-9, BNF 39033323)[9]